# Mobilitetstjänst
Mobilitetstjänster är tjänster som syftar till att människor ska kunna förflytta sig. Exempel på dessa tjänster är kollektivtrafik, bilpool, taxi och så kallad mikromobilitet (bland annat lånecykel och elsparkcyklar för uthyrning) med mera. Mobilitetstjänster är med andra ord en del av delnings- eller tjänsteekonomin som fokuserar på tillgång till mobilitet snarare än att äga fordon.

## Integrerade mobilitetstjänster
Integrerade mobilitetstjänster, kombinerade mobilitetstjänster, eller mobilitet som tjänst är olika namn på det som samlas i det engelska begreppet Mobility as a Service, MaaS. Uttrycken har gemensamt att de handlar om att samla och integrera olika mobilitetstjänster till en tjänst där det genom en gemensam digital kanal är möjligt för användarna att planera, boka och betala för flera olika mobilitetstjänster.
Hur väl mobilitetstjänsterna är integrerade i varandra kan variera. En uppdelning som föreslagits är att utgå från fyra nivåer, där vanligtvis minst nivå två krävs för att definieras som Maas:
- Nivå 0, ingen integration där mobilitetstjänsterna verkar sida vid sida.
- Nivå 1, integrerad information, där tjänsteleverantörerna delar information om varandras tjänster. Multimodala reseplanerare med flera mobilitetstjänster kan vara exempel på detta.
- Nivå 2, integrerad bokning och betalning där det är möjligt att boka och betala flera mobilitetstjänster genom samma maas-operatör. I denna nivå tas inte ansvar för varandras tjänster.
- Nivå 3, integrerade tjänsteerbjudanden inklusive kontrakt och ansvar.
- Nivå 4, Integrering av gemensamma samhälleliga mål.

Integrerade mobilitetstjänster framhålls som ett koncept som kan minska problem som trängsel, luftföroreningar och klimatutsläpp från transportsektorn. Dessutom kan tillgängligheten till olika samhällsfunktioner öka, speciellt för dem utan bil eller körkort.